# Travatura reticolare

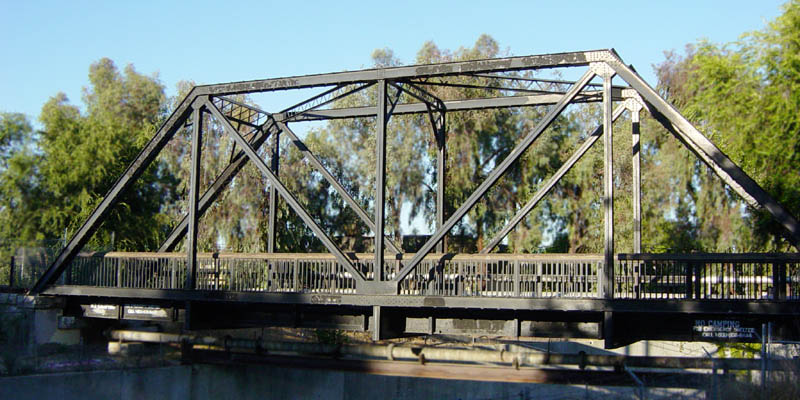
Ponte ferroviario realizzato con una struttura reticolare

La travatura reticolare, o struttura reticolare, è una struttura composta da un insieme di aste (travi) complanari, vincolate ai nodi in modo da costituire un elemento resistente e indeformabile.
La travatura reticolare ha tratto la sua origine dalla necessità di impiegare strutture sempre più leggere per superare luci sempre più grandi.

## Descrizione e classificazione
È formata da due elementi continui chiamati correnti e da un'anima scomposta in elementi lineari. Di questi ultimi, alcuni sono disposti in verticale e altri inclinati. Gli elementi verticali vengono denominati montanti, quelli inclinati vengono chiamati diagonali. I montanti e i diagonali devono assorbire le sollecitazioni tangenziali che sorgono con l'inflessione dei correnti determinando lo scorrimento relativo di questi, come se fossero sottoposti alla sola azione di trazione o di compressione.
Tenendo conto del meccanismo resistente della struttura reticolare è possibile ridurre il numero delle aste al minimo strettamente necessario e disporle in triangoli semplici, con lati e angoli simili per garantire la regolare distribuzione degli sforzi.
Esistono numerosi esempi di travature reticolari, differenti tra di loro per la geometria della travatura e per il conseguente regime statico che ne risulta; alcuni esempi:
- Travatura Warren, in cui ci sono diagonali tesi e compressi, ma nessun montante;
- Travatura Howe, avente montanti tesi e diagonali compresse;
- Travatura Pratt (o Mohniè), avente montanti compressi e diagonali tese; in questa configurazione i montanti compressi presentano una minore lunghezza rispetto ai diagonali compressi della Travatura Howe, ragion per cui sono meno soggetti allo svergolamento.

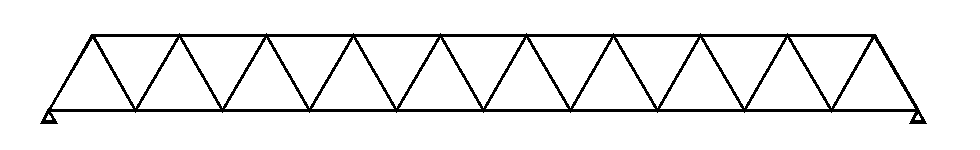
Travatura Warren
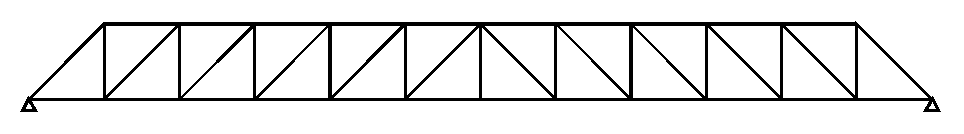
Travatura Howe
Travatura Pratt
Travatura Long
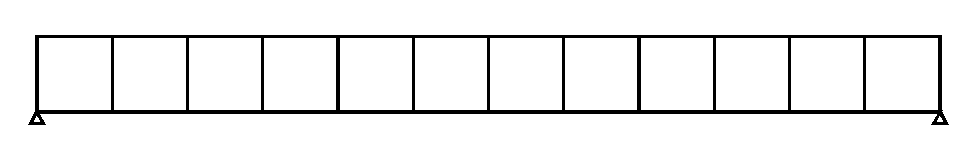
Travatura Vierendeel

È possibile ridurre ulteriormente l'instabilità delle aste sollecitate a compressione diminuendone la luce libera di inflessione mediante l'introduzione di una seconda triangolazione; inoltre per affrontare il caso particolare di possibili inversioni delle condizioni di carico sono state realizzate le travature a diagonali sdoppiate. Tuttavia il vantaggio tecnico di una migliore resistenza dei singoli elementi agli sforzi generati dai carichi cui è sottoposta la struttura vengono vanificati dallo svantaggio economico dovuto all'impiego di un maggior numero di aste.
Sono state studiate travature molto alleggerite, cioè travature ad altezza variabile a seconda dell'andamento del momento dovuto al carico agente.
Il materiale di uso più comune nelle travature reticolari è l'acciaio, per le sue caratteristiche di resistenza, sia a trazione che a compressione, di leggerezza e di semplicità di giunzione mediante chiodatura o saldatura.